# John Barnes (historien)
Pour les articles homonymes, voir John Barnes et Barnes.
John Barnes est un historien britannique du cinéma, né le 28 juin 1920 à Londres et mort le 1er juin 2008 à Londres.
Spécialiste du cinéma britannique primitif, il est notamment l'auteur d'un ouvrage exhaustif en 5 volumes, paru en 1998, racontant les débuts du cinéma en Angleterre, dans les années héroïques : The Beginnings of Cinema in England, 1894-1901.

## Biographie
John Barnes naît à Londres en 1920. Il a un frère jumeau, William. Leur père est facteur de pianos et meurt alors que ses fils ont douze ans. Ils font leurs études dans le comté de Dorset.
Dès leur enfance, John Barnes et son frère partagent la même passion pour le cinéma. Après le décès de leur père, un oncle leur offre un appareil de projection de films 9,5 mm. Plus tard, ils acquièrent une caméra au même format et entreprennent de réaliser des films d’amateurs, documentaires sur les comtés de Kent et de Cornouailles . Par ailleurs, ils créent un ciné-club étudiant et John s’ingénie à reconstituer l’histoire la plus ancienne du cinéma britannique. Il publie ainsi une histoire exhaustive des débuts du cinéma britannique, étudiant les films de réalisateurs tels que Robert William Paul, George Albert Smith ou James Williamson.
John Barnes meurt d’un cancer en juin 2008, à l’âge de 87 ans.

## Crédit d'auteurs
- (en) Cet article est partiellement ou en totalité issu de l’article de Wikipédia en anglais intitulé « John Barnes » (voir la liste des auteurs).